# Gheorghe Dumitrescu
Gheorghe Dumitrescu (Oteșani (comtat de Vâlcea), 15 de desembre, 1914 - Bucarest, 20 de febrer, 1996), va ser un compositor romanès, representant del realisme socialista.

## Biografia
Gheorghe era germà del també compositor Ion Dumitrescu. Va començar els seus estudis al Seminari Teològic de Rîmnicu Vâlcea (entre 1926-1934), continuant-los al Conservatori de Bucarest (entre 1934-1941), on els seus professors van ser Mihail Jora (harmonia, contrapunt, formes musicals, composició), Dimitrie Cuclin (composició), Constantin Brăilolea (història de la música i folklore) lin). Violinista de l'orquestra entre 1935 i 1940, compositor i director del Teatre Nacional de Bucarest; entre 1940 i 1946, Gheorghe Dumitrescu va ser compositor i assessor artístic de l'Ensemble "Doina" de l'Exèrcit de Bucarest entre 1947 i 1957. Va ser professor d'harmonia al Conservatori de Bucarest entre 1951-1979. Va escriure articles, estudis i ressenyes a Muzica, Scânteia, Contemporanul i România liberă; va donar conferències, programes de ràdio i televisió, i va recollir, anotar i processar el folklore. Va realitzar viatges documentals a l'URSS, Txecoslovàquia, Iugoslàvia, Alemanya Occidental, Bulgària, Itàlia, Hongria, França, Polònia i la RDA. També va formar part de jurats nacionals i internacionals de concursos musicals. És el pare del pianista i compositor Tudor Dumitrescu. Va morir a Bucarest, el 1996.

## Caracterització
Músic amb talent literari, autor dels texts dels seus oratoris i dels llibrets de les seves òperes, Gheorghe Dumitrescu va donar prioritat, en la seva creació, a les formes vocals. El compositor s'expressa més sovint en les seves obres a través d'un llenguatge programàtic. Les lletres i la música populars romaneses van servir com a principal font d'inspiració, el que el va portar a explorar el folklore arcaic; hi ha una sèrie de "motius de segell" que donen homogeneïtat a la música de Gheorghe Dumitrescu. El seu llenguatge musical capitalitza l'autèntica inspiració folklòrica, construint un discurs melòdic marcat per la cantabilitat.

## Premis
Va ser guardonat amb els premis de composició Paul Ciuntu (1941) i Robert Cremer (1942); va rebre el Tercer Premi (1942), el Segon Premi (1943) i el Primer Premi (1946) al Festival Internacional "George Enescu" de Bucarest, els Premis de l'Acadèmia Romanesa (1956, 1961), el "White Pelican Award" del Festival de Cinema de Mamaia (1964), però també els premis de la Unió Cultural Romanesa.
Va rebre l'Ordre del Treball, 2a classe (1952), l'Ordre de l'Estrella de la República Popular Romanesa, 4a classe (1957), l'Ordre del 23 d'agost, 3a classe (1964) i 2a classe (1979), i l'Ordre del Mèrit Cultural, 1a classe (1969). Màster en Arts emèrit (1957).